# Adolf Knigge
Báró Adolph Franz Friedrich Ludwig Knigge (Bredenbeck, Hannover mellett, 1752. október 16. – Bréma, 1796. május 6.) német író és a felvilágosodás híve. Elsősorban Az emberekkel való bánásmód című művével vált ismertté. Neve tévesen helyettesíti a mai német köznyelvben az illemtankönyvet, aminek Knigge – a felvilágosodás értelmében vett – szociológiai irányvételű művéhez semmi köze nincs.

## Élete

### Származása, ifjúsága és iskolái

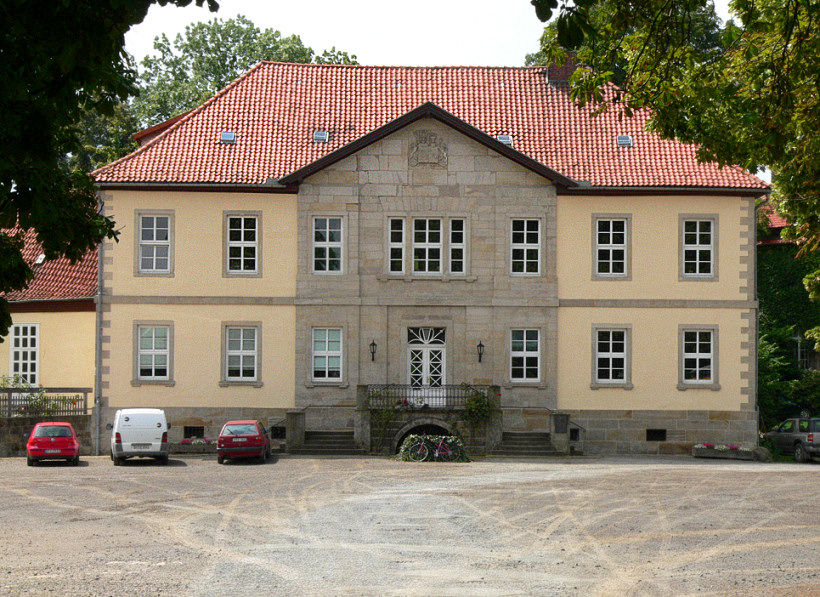
Kúria, 1825-ben épült a korábbi brémai kastély területén. Itt született Adolf Knigge

Ősi nemesi, alsó-szászországi család sarja volt. A nemes Knigge család már elszegényedett a születése előtt. Születési helyén Hermann Knigge lovagnak 1338-ban volt egy kastélya a Deister keleti partján fekvő Bredenbeckben. Hercegi engedéllyel ezt a Calenberger Land leghatalmasabb vízivárává építették ki. A vár 1550-ben leégett és ezután megerősített formában újra felépítették.
Apja báró Carl Philipp Knigge volt, anyja Louise Wilhelmine, a weimari báró Friedrich Wilhelm Knigge lánya. Knigge Bredenbeckben nőtt fel, neveltetése megfelelnt a nemesi hagyományoknak. Tizenegy évesen meghalt anyja, három évvel később pedig apja. Öröksége 130 000 birodalmi tallér volt. A hitelezők a házukat felügyeletük alá vonták és adtak neki évi 500 tallér ellátást. Tizennény éves korában az árvát gyámja Hannoverbe küldte magántanári nevelésre. 1769-től 1772-ig jogtudományt és számvitelt hallgatott Göttingenben. A göttingeni hallgatói éveiben – mint a hallgatók törzskönyve bizonyítja – a szétválaszthatatlan Concordia rend Gusztáv-páholyához (Gustav-Loge im unzertrennlichen Concordienorden) tartozott, ami a „Concordia et Taciturnitas“ hallgatói renddel kapcsolatba állt. A páholyon belüli neve „Philo“ volt.

### A „von“ a nevében
Híven a nemesi Knigge család hagyományaihoz eredetileg von Knigge volt a neve, de mivel a Francia forradalomnak elkötelezett híve volt, ezért amint a forradalom vívmányaként a nemesi kiváltságokat megszüntették, lemondott a „von“ használatáról, ugyanúgy mint a nemesi rend késői generációjához tartozók többsége.
Az előzőek miatt nevének különböző írásmódját találjuk meg aszerint, hogy mikor jelent meg egy-egy műve és aszerint is, hogy ki volt a kiadója.

### Nemesi volta, az állítólagos „von“ és Knigge bárói rangja
A Kniggék az alsó-szászországi ősi nemességhez tartoztak, soha nem volt azonban a nevük előtt "von". 1665. június 19-én I. Lipót császár emelte nemesi rangra Jobst Hilmar Knigge és Friedrich Knigge testvéreket ("von" nélkül). 1670. szeptember 20-án mindketten megkapták a választófejedelemtől (Kurfürst) nemesi rangjuk hivatalos elismerését. Emiatt Adolf Knigge neve helyesen: "Adolf Knigge báró (Adolf Freiherr Knigge)". Így van bejegyezve a Német-Római Birodalom nemeseinek genealógiai kézikönyvébe, mely a nemesi jog szerint egyedül hivatalos dokumentum.

### Adolf Knigge sírköve a brémai dómban
Adolf Knigge sírköve a brémai dómban nevét az egyetlen helyes nemesi formában tartalmazza: "Báró Adolf Knigge (Adolf Freiherr Knigge)" (a "von" tehát nincs benne).

### Szakmai tevékenysége
Friedrich II. von Hessen-Kassel grófja 1771-ben kinevezte a kasseli területi hivatal hivatalnokának. Mivel nem egészen elfogadható hivatali és társasági viselkedésével lehetetlenné tette önmagát, emiatt csak rövid ideig maradhatott. 1773 feleségül vette Henriette von Baumbachot, Philippine von Brandenburg-Schwedt grófnő udvarhölgyét. Állítólag a grófnő kikényszerítette a házasságot, ugyanis korábban Knigge az udvarhölgyet az egész udvar előtt lehetetlenné tette azzal, hogy tréfából ellopta annak cipőjét. Knigge feleségével és az 1775 született lányával Philippine Auguste Amalie-vel, aki felnőttként maga is írónő lett, a Nentershausenben lévő Baumbach birtokra költözött. 1776-ban megint hercegi udvar alkalmazta Kniggét, Karl August, Sachsen-Weimar hercegének weimari hivatalnoka lett. Szívesen látták az udvarnál, ahol kedvelt udvaronc volt. Ez az udvaronci lét Knigge szabad szellemével ütközésbe került. Az 1785-ben megjelent szatirikus regényében , a Peter Clausen történetében (Geschichte Peter Clausens) gúnyolja a „szánalmas udvari hízelgőket“ és az egész „visszataszító udvari bagázst“.
1780-tól kezdve Knigge Frankfurt am Mainban élt, hogy írással és a különféle páholyokban, titkos társaságokban végzett munkával foglalkozzék. 1783-ban Heidelbergbe költözött át, később pedig visszatért Hannoverbe, hogy gondoskodjék birtokairól. 1790-től egészen haláláig Bréma városában lakott, ahol pénz szűkében hivatali állást volt kénytelen vállalni a hannoveri-brit kormánynál. Részt vett a város kulturális életében, támogatott egy műkedvelő színházat is. 1795-től ideglázban szenvedett és epekő miatt az ágyat kellett nyomnia.

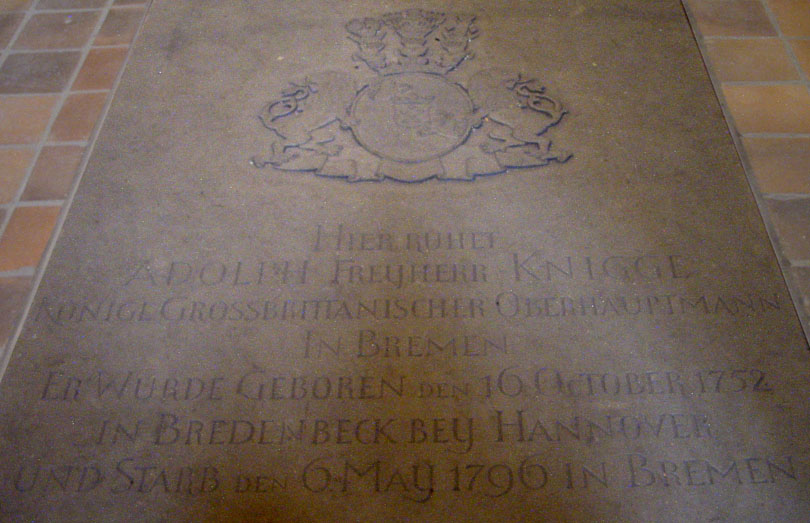
Knigge sírköve a brémai Szent Péter dómban

1796-ban negyvennégy évesen meghalt anélkül, hogy fia lett volna neve továbbviteléhez. Sírja a Brémai dómban van. Kniegge levesteri rokonai vették birtokba a várat, amely mint udvarház van Knigge ma élő rokonai birtokában.

### Páholyok és rendek
Knigge 1773-ban belépett a Strikte Observanzba, de – mivel csak szerény anyagi lehetőségekkel rendelkezett – nem sikerült neki az elit rend felső köreibe bejutnia. Kasselben felvették a Koronás oroszlánhoz nevű szabadkőműves páholyba. Hanauban a Wilhelmine Caroline páholy tagja volt. Eques a cygno (lat.: hattyú-lovag) név alatt levelezett e páholy és a rózsakeresztesek vezetőivel. A szabadkőművesség szolgálatában sokat utazott. A Strikte Observanz braunschweigi, wolfenbütteli és wilhelmsbadi konventjein reformokért küzdött. Marquis Constanzo segítségével 1780-ban „Philo“ álnéven csatlakozott a radikális felvilágósító illuminátus rendhez. Knigge azt a feladatot kapta, hogy a rendet Észak-Németországban építse ki. A fáradhatatlan és ügyes szervezői képességeivel mintegy 500 új tagot, főként nemeseket és intellektusokat nyert meg a rendnek. Ezek között volt Johann Christoph Bode, sőt Johann Wolfgang von Goethe is. Heves hatalmi harcokba bonyolódott Bodéval és Adam Weishaupttal, a rend alapítójával. Ennek nyomán Kniggét már 1784-ben kizárták a rendből. Visszatekintve az volt a gondolata, hogy az általa remélt „megújulás a nemzet szellemi életében (Erneuerung des geistigen Lebens der Nation)“ a rend révén nem volt keresztülvihető. Ezen kívül részt vett az eklektikus szabadkőművesség nagy anyapáholyának alapelvei megalkotásában is. Knigge egész életében különböző egalitárius férfi- és baráti körök projektjeivel foglalkozott; még röviddel halála előtt, 1795-ben megfogalmazta egy hazafias szövetség manifesztumát. Sokoldalú tevékenysége, de leginkább az illuminátus rendben, (amit röviddel a rendből való távozását követően feloszlattak) betöltött prominens szerepe miatt a francia forradalom után gyanússá vált az államhatalom szemében. Veszélyes demokratának és jakobinusnak számított. 1796-ban a bécsi titkosrendőrség Aloys Blumauer nevében hamis leveleket küldött Kniggének remélve, hogy a válaszlevelek bepillantást fognak adni a francia forradalom német híveinek hálózatába.

## Az emberekkel való bánásmód (Über den Umgang mit Menschen)

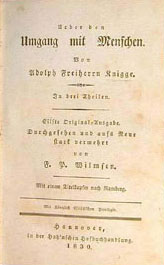
Az emberekkel való bánásmódról (Über den Umgang mit Menschen)

1788-ban jelent meg a talán legismertebb műve Az emberekkel való bánásmód (ma a német köznyelvben egyszerűen „Knigge“). A mű célja a felvilágosítás tapintat és udvariasság tárgyában, amikor generációkkal, foglalkozásokkal, karakterekkel bánunk, hogy így megóvjuk magunkat a csalódottságtól. Lehet ezt a művet, benne az átgondoltságot és világi ismereteket tükröző magyarázatokat alkalmazott szociológiaként is értékelni. Mindez világossá válik a Bánásmód a gyermekekkel, Bánásmód az orvosokkal, Bánásmód a feldühödtekkel, Hogyan bánjunk gazemberekkel és nem utolsósorban Hogyan bánjunk önmagunkkal fejezetek olvasásakor.

### Az emberekkel való bánásmód írásmű megértésében beálló változások
A könyvet később tévesen úgy értelmezték, mint illemtant, mert sokan ezt állították róla. Már maga a kiadó is rásegített erre a félreértésre, amennyiben a kötetet Knigge halálát követően kiegészítette viselkedési szabályokkal. Az is ismert, hogy átlag minden évtizedben megjelenik a mű újabb kiadása – főként az öltözködés illemtanával. Ma azt várjuk el egy illemtankönyvtől, hogy útmutatást adjon, hogyan kell vörösborhoz, fehérborhoz a poharakat a terített asztalra helyezni. Knigge ezekkel a kérdésekkel nem foglalkozott.
Báró Moritz Knigge, Knigge utódja 2004-ben attól indíttatva, hogy az ismert műnek időszerű, modern formát adjon megjelentette a Játékszabályok hogyan kellene egymással bánnunk (Spielregeln. Wie wir miteinander umgehen sollten) című könyvét.
2010 májusában a Wallstein-Verlag (kiadó), Göttingenben, válogatott írásaiból jelentetett meg könyvet Werke (Művek) ISBN 978-3-8353-0410-9. Az egy dobozban forgalmazott négy kötetet a Német Nyelvészeti és Költészeti Akadémia (Deutsche Akademie für Sprache und Dichtung), Darmstadt és a Wüstenrot Stiftung (Alapítvány) közreműködésével állították össze és Sibylle Lewitscharoff írta a bevezetőjét.

## Művei

### Írásai
- Allgemeines System für das Volk. Zur Grundlage aller Erkenntnisse für Menschen aus allen Nationen, Ständen und Religionen in einem Auszuge heraus gegeben. Nicosia. 1873, [o. O. 1778]
- Der Roman meines Lebens, 1781-1887, 4 Bände
- Geschichte Peter Clausens, 1783-1785, 3 Bände
- Über den Umgang mit Menschen, 1788, Google Books vollständiges Buch
- Geschichte des armen Herrn von Mildenburg, 1789
- Benjamin Noldmann's Geschichte der Aufklärung in Abyssinien, oder Nachricht von seinem und seines Herrn Vetters Aufenthalte an dem Hofe des großen Negus, oder Priesters Johannes. Göttingen 1791, 2 Bände gutenberg.spiegel.de Onlineausgabe
- Des seligen Herrn Etatsrats Samuel Konrad von Schafskopf hinterlassene Papiere, 1792
- Die Reise nach Braunschweig, 1792
- Josephs von Wurmbrand, Kaiserlich abyssinischen Ex=Ministers, jezzigen Notarii caesarii publici in der Reichsstadt Bopfingen, politisches Glaubensbekenntniss, mit Hinsicht auf die französische Revolution und deren Folgen, Frankfurt am Main/Leipzig 1792
- Reise nach Fritzlar im Sommer 1794, 1795
- Über Eigennutz und Undank: Ein Gegenstück zu dem Buche: Ueber den Umgang mit [den] Menschen, Bremen 1795, Google Books vollständiges Buch

### Zeneművei
- Konzert für Fagott, Streicher und Basso continuo F-Dur, 1776
- Sechs Sonaten für Klavier, 1781
- Zwei Klavierlieder: Der stille Abend kömmt herbei und Ergreift das Werk, ihr guten Kinder, 1785/86

### Műve fordításban
- Le Voyage de Brunswick / roman comique, d'après l'original allemand du Baron de Knigge par J[ohann] B[aptist] Daulnoy. – 1806. Digitalizált kiadás Düsseldorfban, az egyetemi és tartományi könyvtárban

### Magyar nyelvű fordítások
- Az emberekkel való társalkodásról, 1-3.; szabadon ford. Kis János; Streibig Ny., Győr, 1798
- Knigge Adolf, báróː Érintkezés az emberekkel (ford. Nagy István). 2 köt. (274, 271 l.) Franklin, Bp., 1875

## Fordítás
- Ez a szócikk részben vagy egészben  az   Adolph Knigge című német Wikipédia-szócikk ezen változatának fordításán alapul.  Az eredeti cikk szerkesztőit annak laptörténete sorolja fel. Ez a jelzés csupán a megfogalmazás eredetét és a szerzői jogokat jelzi, nem szolgál a cikkben szereplő információk forrásmegjelöléseként.